# Pseudomyromeus insignatus
Pseudomyromeus insignatus là một loài bọ cánh cứng trong họ Cerambycidae.